# Лецдорф
Лецдорф (нім. Leezdorf) — громада в Німеччині, розташована в землі Нижня Саксонія. Входить до складу району Аурих. Складова частина об'єднання громад Брокмерланд.
Площа — 8,45 км2. Населення становить 1835 ос. (станом на 31 грудня 2021).